# Служилая Шентала
Служилая Шентала — село в Чистопольском районе Татарстана. Входит в состав Адельшинского сельского поселения.

## География
Находится в центральной части Татарстана на расстоянии приблизительно 25 км по прямой на юго-запад от районного центра города Чистополь.

## История
Основано в второй половине XVII века татарами. В XVIII веке часть села отошла русским помещикам. В начале XX века действовали мечеть и мектеб. В селе прошли детские годы известного русского химика Бутлерова.
В «Списке населенных мест по сведениям 1859 года», изданном в 1866 году, населённый пункт упомянут как казённая деревня Служилая Шентала 2-го стана Чистопольского уезда Казанской губернии. Располагалась при речке Шенталке, по левую сторону дороги из Казани на Сергиевские минеральные воды, в 34 верстах от уездного города Чистополя и в 18 верстах от становой квартиры в казённом пригороде Билярске (Буляре). В деревне, в 183 дворах жили 1100 человек (512 мужчин и 588 женщин), была мечеть.

## Население
Постоянных жителей было: в 1782 — 381 душа мужского пола, в 1859 — 878, в 1897 — 1165, в 1908 — 1460, в 1920 — 1447, в 1926 — 1239, в 1938 — 1067, в 1949 — 686, в 1958 — 613, в 1970 — 516, в 1979 — 324, в 1989 — 132, в 2002 — 88 (татары 87 %), 57 — в 2010.